# Éric Chahi
 (septembre 2016).
Si vous disposez d'ouvrages ou d'articles de référence ou si vous connaissez des sites web de qualité traitant du thème abordé ici, merci de compléter l'article en donnant les références utiles à sa vérifiabilité et en les liant à la section « Notes et références ».
Éric Chahi est un graphiste, programmeur et concepteur de jeux vidéo français né le 21 octobre 1967. Il fut une des grandes figures du métier dans les années Amiga-Atari et au début des années 1990.

## Biographie

### Avant 1983
Il est né à Yerres en Essonne et a fait ses études dans cette ville.

### De Loriciels à Delphine Software (1983 - 1990)
Éric Chahi commence sa carrière sur Oric Atmos  avec ASN diffusion, puis Loriciels où il se fait remarquer avec des titres comme le Sceptre d'Anubis (1984, jeu d'aventure aux décors vectoriels comme cela se faisait sur Oric à l'époque) ou Doggy (1984) avec un scrolling de l'écran, et un chien animé. Il développe ensuite sur Amstrad CPC pour le compte de Loriciels (Infernal Runner, 1985  (il n'est pas crédité pour la version Commodore 64), puis Le Pacte, 1986). Il confirme ensuite ses talents sur Atari ST et Amiga avec les jeux Jeanne d'Arc et Voyage au centre de la Terre édités par Chip.
En 1989 il quitte Chip pour Delphine Software, et se joint ainsi au développement du jeu Les Voyageurs du Temps en tant que graphiste. Il collaborera pour cette occasion avec Paul Cuisset.

### Another World(1991)
En 1991, inspiré par l'expérience des Voyageurs du temps, il entre dans la légende des jeux vidéo avec Another World qu'il réalise presque tout seul ; design, programmation, graphismes et artworks. Seule la musique est confiée à un ami de lycée, Jean-François Freitas, à une époque où la majorité des jeux commencent à être réalisés par des équipes de développement de plusieurs personnes.
Inspiré par l'adaptation sur Amiga en 1987 de Dragon's Lair, un dessin animé interactif de Don Bluth, qui était alors sur 8 disquettes, il se dit qu'il serait possible de faire la même chose en  dessin vectoriel plutôt qu'en dessin bitmap mémorisant chaque pixel, afin d'économiser de la place et d'avoir ainsi une importante quantité d'animations plus fluides, puisque calculées vectoriellement. Il crée un moteur et éditeur en GFA BASIC pour la réalisation du jeu. Inspiré par le making-of du Seigneur des anneaux de Ralph Bakshi, Chahi adopte la technique de la rotoscopie pour réaliser certaines animations. La technique avait déjà été utilisée par l'américain Jordan Mechner sur Karateka et Prince of persia, mais Chahi l'ignorait.
Le jeu innove en proposant un nouveau type de narration, où, contrairement aux autres productions de l'époque, l'histoire n'est pas racontée par le biais de textes mais de manière exclusivement graphique, suggérant au joueur des pistes qu'il pourra interpréter à sa façon. Another World connaît un grand succès il reçoit cette année là, le Tilt d'or du magazine Tilt pour l'animation.
L'année suivante, Delphine Software sort un autre jeu qui s'en inspire, Flashback, auquel Éric Chahi ne participe pas, et inspirera d'autres chefs-d'œuvre vidéo-ludiques comme Ico, et, plus récemment, Limbo.

### Heart of Darkness(1998)
Son projet suivant, Heart of Darkness, lui demandera 6 ans de travail avec une équipe de 12 personnes et sera son dernier jeu en 1998 avant une longue pause.
Repoussé de nombreuses fois, ce dernier n'a, à sa sortie, convaincu qu'une partie des joueurs : il a quelque peu souffert de la concurrence des nombreux titres sortis en 3D à la même époque, notamment l'Odyssée d'Abe quelques mois auparavant, qui par bien des aspects est similaire à Heart of Darkness. Le jeu est cependant une pièce majeure de la Playstation et un des meilleurs jeux 2D sorti sur celle-ci. En effet, Heart of Darkness fait partie des meilleures ventes de la firme Infogrames comme le montre sa sortie en format « Best of », ré-édition qui concerne uniquement les jeux ayant fait de bonnes ventes.

### L'exil et le retour (1998 - 2020)
Il s'oriente ensuite vers l'étude de la nature et notamment des volcans. Il sort en 2006 une adaptation collector de Another World en version HD disponible exclusivement sur PC.
Quatre ans plus tard, il réussit à concilier ses deux passions en étant le directeur créatif au sein d'Ubisoft Montpellier de From Dust, un god game où l'on intervient sur l'environnement et notamment sur les volcans dans le but de prendre soin d'une tribu. Le jeu est sorti durant l'été 2011 en téléchargement sur PS3 Xbox 360 et PC.
Le 28 octobre 2010, il rend hommage à Christian Robert, décédé quatre jours auparavant. Il avait longuement participé à Heart of Darkness.
En décembre 2012, son jeu Another World rentre officiellement dans les collections du Museum of Modern Art de New York.
En 2014, il réalise avec François Sahy pour la Cité du Volcan Volcano Simulator, un simulateur de volcans interactif,.
En 2016, il fonde le studio Pixel Reef à Montpellier et obtient un financement du FAJV pour le projet Paper Beast, un jeu d'exploration pour PlayStation VR sorti en 2020.

## Distinctions
Eric Chahi a reçu le prix d'honneur pour l'ensemble de sa carrière, à l'occasion des Pégases 2021.
- Chevalier de l'ordre national du Mérite

Par décret en date du 31 décembre 2020, il a été nommé chevalier de l'ordre national du Mérite sur le contingent du ministère de la culture.

## Ludographie
| Année | Titre                        | Plate-forme                          | Éditeur            | Rôle                                                         |
| ----- | ---------------------------- | ------------------------------------ | ------------------ | ------------------------------------------------------------ |
| 1983  | Frog                         | Oric 1                               | ASN diffusion      | Auteur                                                       |
| 1983  | Carnaval                     | Oric 1                               | ASN diffusion      | Auteur                                                       |
| 1984  | Le Sceptre d'Anubis          | Oric 1                               | Micro Programmes 5 | Auteur                                                       |
| 1984  | Doggy                        | Oric 1                               | Loriciels          | Auteur                                                       |
| 1985  | Infernal Runner              | Amstrad CPC                          | Loriciels          | Adaptation                                                   |
| 1986  | Le Pacte                     | Amstrad CPC                          | Loriciels          | Auteur                                                       |
| 1987  | Danger Street                | Amstrad CPC                          | Chip               | Auteur                                                       |
| 1987  | Profanation                  | Amstrad CPC                          | Chip               | Auteur                                                       |
| 1988  | Voyage au centre de la Terre | Amiga, Atari ST, DOS et Commodore 64 | Chip               | Graphismes (numérisation)                                    |
| 1988  | Jeanne d'Arc                 | Amiga, Atari ST, DOS et Commodore 64 | Chip               | Graphismes (numérisation)                                    |
| 1989  | Les Voyageurs du Temps       | Amiga, Atari ST et DOS               | Delphine Software  | Graphismes                                                   |
| 1991  | Another World                | Amiga, Atari ST                      | Delphine Software  | Auteur                                                       |
| 1998  | Heart of Darkness            | Windows et PlayStation               | Infogrames         | Design, scénario, graphismes, programmation (participations) |
| 2011  | From Dust                    | Windows, Playstation 3 et Xbox 360   | Ubisoft            | Concept, direction artistique                                |
| 2020  | Paper Beast                  | Playstation VR, Windows              | Pixel Reef         |                                                              |